# Shane West
Shane West, pseudonimo di Shannon Bruce Snaith (Baton Rouge, 10 giugno 1978), è un attore statunitense.
É conosciuto principalmente per il ruolo di Ray Barnett nella serie televisiva E.R. - Medici in prima linea e per quello dii Michael Bishop nella serie televisiva statunitense Nikita. Ha avuto il ruolo di co-protagonista, insieme a Mandy Moore, nel film del 2002 I passi dell'amore - A Walk to Remember.

## Biografia
Dopo essere apparso come comprimario in un episodio della serie TV I viaggiatori, debutta nel 1999 nel film Liberty Heights di Barry Levinson, successivamente ottiene un piccolo ruolo in Dracula's Legacy - Il fascino del male, seguito da A Time for Dancing. Dopo essersi fatto conoscere per il ruolo dell'adolescente Eli Sammler nella serie televisiva Ancora una volta, nel 2002 è protagonista al fianco di Mandy Moore nel film I passi dell'amore - A Walk to Remember, partecipa anche videoclip del brano portante del film Cry, interpretato da Mandy Moore.
Nel 2003 interpreta Tom Sawyer ne La leggenda degli uomini straordinari al fianco di Sean Connery, nel 2004 entra nel cast della serie TV E.R. - Medici in prima linea dove interpreta il Dr. Ray Barnett, lasciando la serie nel 2007. Nel 2005 diventa la voce del gruppo punk The Germs, riformatosi dopo lo scioglimento del 1980 causato dalla morte della voce Darby Crash, del quale West prende il posto sia sul palco che sulla scena interpretandolo nel film tributo uscito l'8 agosto 2008 negli Stati Uniti, What We Do Is Secret.
Nel 2010 entra a far parte del cast di Nikita nel ruolo di Michael.

## Filmografia

### Cinema
- Liberty Heights, regia di Barry Levinson (1999)
- A Time for Dancing, regia di Peter Gilbert (2000)
- Costi quel che costi (Whatever It Takes), regia di David Raynr (2000)
- Dracula's Legacy - Il fascino del male (Dracula 2000), regia di Patrick Lussier (2000)
- Get Over It, regia di Tommy O'Haver (2001)
- Ocean's Eleven - Fate il vostro gioco, regia di Steven Soderbergh (2001)
- I passi dell'amore - A Walk to Remember (A Walk to Remember), regia di Adam Shankman (2002)
- La leggenda degli uomini straordinari (The League of Extraordinary Gentlemen), regia di Stephen Norrington (2003)
- The Elder Son (The Elder Son), regia di Marius Balchunas (2006)
- What We Do Is Secret (What We Do Is Secret), regia di Rodger Grossman (2007)
- The Lodger - Il pensionante (The Lodger), regia di David Ondaatje (2009)
- Red Sands - La forza occulta (Red Sands), regia di Alex Turner (2009)
- Echelon Conspiracy - Il dono (Echelon Conspiracy), regia di Greg Marcks (2009)
- The Presence, regia di Tom Provost (2010)
- Red Sky, regia di Mario Van Peebles (2014)
- Here Alone, regia Rod Blackhurst (2016)
- Awakening the Zodiac, regia di Jonathan Wright (2017)

### Televisione
- Buffy l'ammazzavampiri (Buffy the Vampire Slayer) - serie TV, 1 episodio 2X20 (1998)
- Ancora una volta (Once and Again) - serie TV, 54 episodi (1999-2002)
- E.R. - Medici in prima linea (ER) - serie TV, 70 episodi (2004-2009)
- El Dorado - La città perduta (El Dorado) - miniserie TV, 2 episodi (2010)
- Nikita - serie TV, 73 episodi (2010-2013)
- Salem – serie TV, 26 episodi (2014-2017)
- Gotham - serie TV, 4 episodi (2019)

## Doppiatori italiani
- Stefano Crescentini in Ancora una volta, E.R. - Medici in prima linea, El Dorado - La città perduta, Salem
- Francesco Pezzulli in La leggenda degli uomini straordinari e Nikita.
- Fabio Boccanera in I passi dell'amore, Gotham
- Fabrizio Manfredi in The Lodger - Il pensionante
- Roberto Gammino in Dracula's Legacy
- Roberto Certomà in Ocean's Eleven - Fate il vostro gioco